# 阪井徳太郎
阪井 徳太郎（さかい とくたろう、1868年 - 1954年 ）は、日本の実業家、国家公務員、牧師。第25代三井合名会社理事、内閣総理大臣秘書官、外務大臣秘書官。同志会学生寮設立者。ルドルフ・トイスラーを支援し、聖路加病院の国際化に貢献した。聖公会信徒。

## 人物・経歴
愛知県の士族、阪井久の長男として1868年（明治元年6月）に名古屋で生まれる。
立教大学校（現・立教大学）に入学。1888年（明治21年）には、築地聖三一教会でチャニング・ウィリアムズより洗礼を受ける。1892年（明治25年）、立教大学卒業。
1892年（明治25年）12月に米国に渡り、1894年（明治27年）にニューヨーク州ホバート大学を卒業。その後ハーバード大学で神学・哲学を修め、1898年（明治31年）に修士号（M.A.）を取得。米国留学中はクリスチャンの学生寮に寄宿するが、そこは高い志に溢れた若者が、キリスト教精神に基づき、暖かな交流をする家庭寮であり、深く感銘を受ける。このようなキリスト教精神に基づいた家庭寮こそが、日本の将来の指導者を真に育成するに不可欠だと思い、クリスチャン学生寮の輸入を構想することとなった。
1899年（明治32年）11月から半年に渡り、ボストンの富豪フランクリン・H・ビービ（Franklin H. Beebe）の随行秘書として欧州、アジアを歴訪し、1900年（明治33年）5月に日本に一時帰国した。
米国聖公会の日本ミッションも、東京において立教学院のほかにも教育活動の支援を行い、東京帝国大学の近隣にもキリスト教主義に基づくハウス（寄宿舎）の設置を計画した。ハウスは宗教のみならず、社会学や関連諸科学の講義が優秀な有識者たちによって実施される講義堂でもあり、この活動の監督者として相応しい者として日本聖公会の執事の阪井徳太郎が任命された。
阪井は、ビービに祖国日本にキリスト教の精神に基づく学生寮を作る構想を伝え、彼の援助を得ることに成功し、ビービは同志会基金の財務委員に就いた。ボストンに戻ってから彼らは、寄付集めに奔走し、ビービは1902年に3年間の事業に必要な資金である2万ドルを満額で調達した。その他の寄付金も合わせ当時の金額で5万ドルを集め、阪井は1902年の早春に日本に帰国した。米国聖公会のジョン・マキムが構想したハウスの計画は、当時34歳独身だった阪井に託され、同年10月に阪井は本郷区（現・文京区）根津権現の裏手にキリスト教の基づく学生寮「同志会」を組織し、学生らとともにこの寮に起居した。阪井は、同年11月21日に行われたハウス開館式において、同志会は日本聖公会に属するキリスト教機関であると挨拶した。

（同志会への入寮者は当初は東大生に限られていたが、現在はどの大学の学生でも入寮できる。同志会は創立から100年以上に渡る歴史があり、各界で活躍する人材を輩出している。）
阪井は、日露戦争の国債募集に際して渡米使節の通訳官をつとめ、また、ポーツマス条約締結に際して小村寿太郎外務大臣とセオドア・ルーズベルト大統領の通訳をつとめた。その後、外務大臣秘書官となり、小村をはじめ、加藤高明、牧野伸顕、桂太郎などに仕えた。1912年（大正元年）12月からは、内閣総理大臣秘書官を兼務した。
同1912年（大正元年）には、聖公会の聖路加病院を国際病院に発展させるため、院長のルドルフ・トイスラーを支援し、新病院建設計画の後援会幹事に就任。初代会長にはチャニング・ウィリアムズの長崎時代の弟子であった大隈重信が就任。渋沢栄一、桂太郎なども会員となった。
1914年（大正2年）7月には、聖路加病院への援助をより強固にするために、大隈重信が病院に対する援助方法を検討し、評議員組織「大日本国際病院設立評議会」が発足。会長に大隈重信、副会長に後藤新平、渋沢栄一、阪谷芳郎が就任。評議会には、新渡戸稲造、尾崎行雄、近藤廉平、服部金太郎、青山胤道（東京帝国大学医科大学学長）など多くの名士や実業家が参加した。こうした政財界の有力者が数多く参加し、トイスラーが支援者のつながりを持てたのは、評議会の実行委員を務めた阪井の尽力が大きかった。
1915年（大正4年）に官界を退いた後、三井財閥の中心機構である三井合名会社の第25代理事となり、経済界との関係性をさらに増していった。
阪井は、聖路加の国際病院化計画のために、三井家・岩崎家から5万円ずつ、合計10万円の寄付を得ることにも尽力した。同時に、立教学校（現・立教大学）初代校長を務めたジェームズ・ガーディナーが設計した本郷の東京聖テモテ教会の副牧師をつとめるなど、クリスチャンとしても教会に貢献した。
卒業生として母校である立教大学の校友会及び立教大学後援会の幹部顧問を長く務めた。